# Carolle Zahi
Carolle Zahi (ur. 12 czerwca 1991 w Bingerville) – francuska lekkoatletka, sprinterka, dwukrotna mistrzyni igrzysk śródziemnomorskich, olimpijka.
Urodziła się na Wybrzeżu Kości Słoniowej. Od 2015 ma obywatelstwo francuskie.

## Kariera sportowa
Odpadła w eliminacjach biegu na 60 metrów na halowych mistrzostwach świata w 2016 w Portlandzie.
Zwyciężyła w biegu na 100 metrów i w sztafecie 4 × 100 metrów na mistrzostwach śródziemnomorskich U23 w 2016 w Tunisie. Odpadła w eliminacjach biegu na 100 metrów i sztafety 4 × 100 metrów na mistrzostwach świata w 2017 w Londynie.
Zajęła 7. miejsce w finale biegu na 60 metrów na halowych mistrzostwach świata w 2018 w Birmingham. Zdobyła złote medale w biegu na 100 metrów i w sztafecie 4 × 100 metrów na igrzyskach śródziemnomorskich w 2018 w Tarragonie. Na mistrzostwach Europy w 2018 w Berlinie zajęła 7. miejsce w finale biegu na 100 metrów i 5. miejsce w sztafecie 4 × 100 metrów. Odpadła w półfinale biegu na 60 metrów na halowych mistrzostwach Europy w 2019 w Glasgow.
Odpadła w półfinale biegu na 200 metrów na mistrzostwach świata w 2019 w Dosze, a sztafeta 4 × 100 metrów z jej udziałem została zdyskwalifikowana w biegu eliminacyjnym]. Zajęła 6. miejsce w finale biegu na 60 metrów na halowych mistrzostwach Europy w 2021 w Toruniu oraz 7. miejsce w sztafecie 4 × 100 metrów na igrzyskach olimpijskich w 2020 w Tokio.
Zdobyła mistrzostwo Francji w biegu na 100 metrów w latach 2017–2020 oraz w biegu na 200 metrów w 2018, 2020 i 2021, a także brązowy medal w biegu na 100 metrów w 2021, a w hali mistrzostwo w biegu na 60 metrów w 2016 i 2018.
Rekordy życiowe Zahi:
- bieg na 100 metrów – 11,01 s (7 lipca 2018, Albi)
- bieg na 200 metrów – 22,85 s (3 sierpnia 2019, Ninove)
- bieg na 50 metrów (hala) – 6,69 s (28 listopada 2012, Paryż)
- bieg na 60 metrów (hala) – 7,11 s (2 marca 2018, Birmingham)
- bieg na 200 metrów (hala) – 25,31 s (23 grudnia 2013, Eaubonne)